# Roddy Benjaminson
Jan Roddy Lennart Benjaminson, född 24 november 1968 i Tidaholm, är en svensk TV-profil och föreläsare. Han är mest känd för sin medverkan i TV-programmet Gladiatorerna på TV4 i rollen som gladiatorn Hero. Han har även medverkat i TV-programmen En natt på slottet och Hela kändis-Sverige bakar som är en kändisvariant av Hela Sverige bakar, samt medverkat i filmen Lilla Jönssonligan på kollo. 
Benjaminson är idag bosatt i Axvall. Han var 2005-2014 gift med Cecilia Benjaminson, även känd som gladiatorn Amazon, i Gladiatorerna.